# Вьейяр, Эжен
Эже́н Вьейя́р (фр. Eugène Vieillard; 1819—1896) — французский ботаник и врач.

## Биография
Эжен Вьейяр родился 9 апреля 1819 года. Работал врачом во французском флоте.
С 1855 по 1857 Вьейяр вместе с Изидором Панше путешествовал по Таити. Затем продолжил работу во флоте в Новой Каледонии вместе с Эмилем Депланшем, с которым изучал флору и фауну этого региона. В 1861 году он на несколько месяцев отправился в Новую Зеландию, затем — на Капский полуостров и Реюньон, после чего вернулся в Новую Каледонию.
В 1860-е годы Вьейяр издал несколько статей по флоре Новой Каледонии. По возвращении во Францию в 1871 году он был назначен профессором ботаники и директором Канского ботанического сада, где работал до 1895 года.
7 ноября 1896 года Эжен Вьейяр скончался.
Гербарий водорослей Вьейяра хранится в Канском университете (CN). Другие растения находятся в гербариях Парижского музея естественной истории (P, PC).

## Некоторые научные работы
- Vieillard, E.; Deplanche, É. (1862—1863). Essais sur la Nouvelle-Calédonie. 152 p.

## Роды растений, названные в честь Э. Вьейяра
- Vieillardia Montrouz., 1860 [syn.  Castanospermum A.Cunn. ex Hook., 1830]
- Vieillardia Brongn. & Gris, 1861, nom. illeg. [syn.  Pisonia [Plum. L., 1753]
- Vieillardorchis Kraenzl., 1928 [syn.  Goodyera R.Br., 1813, nom. nov.]